# Rain Parade

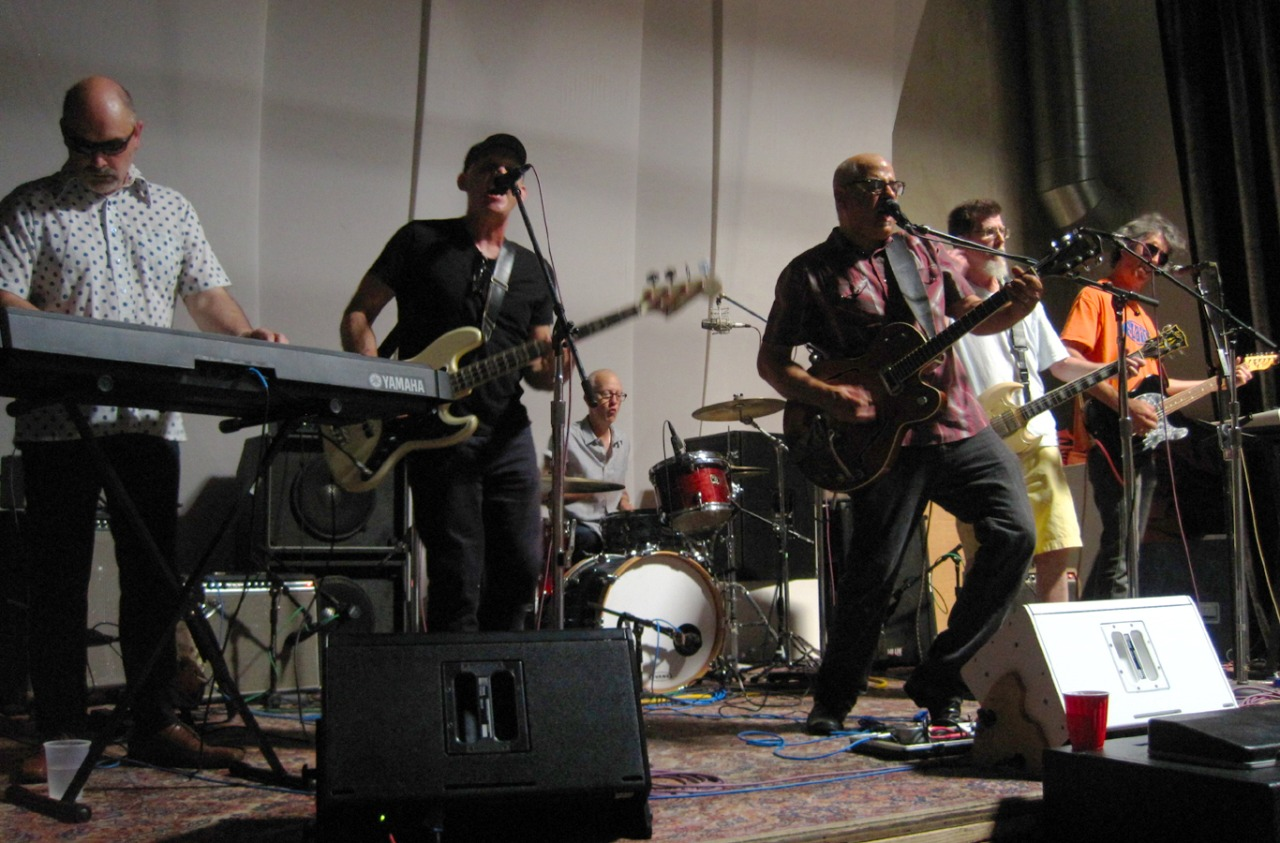
Rain Parade

The Rain Parade ist eine US-amerikanische Band aus San Francisco, die Anfang der 1980er bis Mitte der 1980er existierte. Sie veröffentlichte diverse Platten im Stil Psychedelia und Gitarren-Rock, beeinflusst von 1960er Bands, wie unter anderem The Byrds, Pink Floyd, Love, Buffalo Springfield, dem kanadischen Singer-Songwriter Neil Young oder auch der ab Mitte der 1970er Jahre aktiven New Yorker Band Television.
Neben Plan 9 aus Rhode Island, Plasticland aus Milwaukee und Three O’Clock aus Los Angeles waren The Rain Parade die klassischen Vertreter der Neo-Psychedelia, die später mit Rave vor allem in England ihren kommerziellen Höhepunkt erlebte.
Die Gruppe gehörte dem Paisley Underground in Los Angeles an, der sich durch enge personelle Verflechtungen mit den übrigen Bands (Dream Syndicate, Bangles, Long Ryders, Green on Red, True West) auszeichnete.
Die Gruppe verfügte mit Matt Piucci und Steven Roback über zwei sehr gute Songwriter, die sich ebenfalls im Leadgesang abwechselten und stets einen abwechslungsreichen Sound erzeugten.
Das Debütalbum Emergency Third Rail Power Trip erschien kurioserweise in England, wo sich Anfang der 1980er ein Neo-Psychedelia-Revival abspielte. Fanzines, wie unter anderem Bucketfull of Brains, waren hier maßgeblich beteiligt und bejubelten wie die englische Musikpresse den ungewöhnlichen Sound von Rain Parade.
Die 1984 Mini-LP Explosions in the Glass Palace war kompositorisch ausgereifter sowie besser produziert und enthielt unter anderem die Klassiker You Are My Friend und das Mantra-ähnliche No Easy Way Down.
Die Popularität des Paisley Undergrounds erstreckte sich auch auf Japan. So gingen Rain Parade dort auch auf Tournee und das daraus resultierende Live-Album Beyond the Sunset erschien zunächst bei Enigma Records, später dann bei Island Records. Steve Wynn und Dennis Duck von Dream Syndicate haben einen Gastauftritt bei Cheap Wine. Michael Ruff lobte im Musikexpress / Sounds 9/85 die „wolkig-psychedelische Klangwelt“ Rain Parades sowie „ihre traumhaft Syd-Barrett-inspirierten Kinderreim-Texte, zu denen Gitarren, Keyboards, Violine, Bass und Schlagzeug klingen, als würden sie mit Samthandschuhen gespielt“.
Nachdem die Band von Ian Matthews für Island Records unter Vertrag genommen worden war, veröffentlichte sie die LP Crashing Dream, die 1985 von New Musical Express / Sounds zur Platte des Monats gewählt wurde. Trotz exzellenter Kritiken und einer Deutschland-Tournee zusammen mit Robyn Hitchcock konnte die Band die kommerziellen Erwartungen der Plattenfirma nicht erfüllen und wurde aus dem Vertrag entlassen, was das Ende für Rain Parade bedeutete.
Während Kollegen wie R.E.M. vor allem im College-Radio-Alternativ-Bereich bald kommerziell erfolgreich wurden, blieben Rain Parade stets nur Kritikerlieblinge, obwohl kommerzielles Potential durchaus vorhanden war.
David Roback verließ die Band bereits nach der ersten LP und gründete mit Kendra Smith (ex-The Dream Syndicate) Clay Allison, die Opal und Mazzy Star wurden. Ironischerweise war dieses Projekt wesentlich kommerziell erfolgreicher als seine ex-Band.
Matt Piucci veröffentlichte nach dem Ende von Rain Parade eine Duo-LP mit Tim Lee (The Windbreakers) und gründete mit Steven Roback Viva Saturn, die für Heyday Records/Normal Records Aufnahmen machten.
Matt Piucci nahm 2000 eine Solo-CD für das Label von Russ Tolman und Pat Thomas auf und stieg später für eine CD bei der Neil-Young-Band Crazy Horse ein.
John Thoman spielte später in der Band von Chris Cacavas.
Will Glenn (bürgerlich: William Cooper Glenn) schloss sich nach dem Ende von Rain Parade Opal als Keyboarder an und verstarb am 16. März 2001 an Krebs.

## Mitglieder
- Matt Piucci – Gesang, Gitarre, Sitar
- Steven Roback – Gesang, Bass, Gitarre
- David Roback † – Gesang, Gitarre, Percussion
- Will Glenn † – Keyboard, Violine, Gesang
- Eddie Kalwa – Schlagzeug (1983–1984)
- Mark Marcum – Schlagzeug (1985–1986)

## Diskografie
- Emergency Third Rail Power Trip LP 1983 Enigma (USA) & 1984 Demon (UK)
- Explosions in the Glass Palace Mini-LP 1984 Enigma (USA)
- Beyond the Sunset Live in Japan LP 1985 Island
- Crashing Dream LP 1985 Island

Matt Piucci & Tim Lee (The Windbreakers) als Gone Fishin’
- Can’t Get Lost When You’re Goin’ Nowhere LP 1986 Enigma (USA)

Matt Piucci & Steven Roback mit Viva Saturn
- S/T Mini-LP 199?

Steven Roback & John Thoman mit Viva Saturn
- Soundmind CD 1991

Steven Roback, Matt Piucci & John Thoman mit Viva Saturn
- Brightside CD 1995

David Roback, Stephen Roback, Will Glenn, Matt Piucci mit Rainy Day
- S/T Rough Trade 1984 (UK)

David Roback und Kendra Smith (ex-Dream Syndicate) als Opal
- Happy Nightmare Baby LP 1987 SST (USA)

Matt Piucci solo
- Hellenes CD 2000 Innerstate (USA)

Matt Piucci mit Crazy Horse
- Left For Dead CD 1989 Capitol